# Pascal Strebel
Pascal Strebel (ur. 26 grudnia 1988) – szwajcarski zapaśnik walczący w  stylu klasycznym. Olimpijczyk z Londynu 2012, gdzie zajął piętnaste miejsce w kategorii 66 kg. 
Trzykrotny uczestnik mistrzostw świata, siódmy w 2010, trzynasty w 2011. Piętnasty zawodnik mistrzostw Europy w 2011 roku. Cztery razy sięgał po tytuł mistrza Szwajcarii w latach 2009-2012. Zdobył brązowy medal mistrzostw Europy kadetów w 2005 roku. Z zawodu jest elektrykiem.
- Turniej w Londynie 2012

Przegrał z Gruzinem Manuczarwm Cchadaią i odpadł z turnieju.